# Alniyat

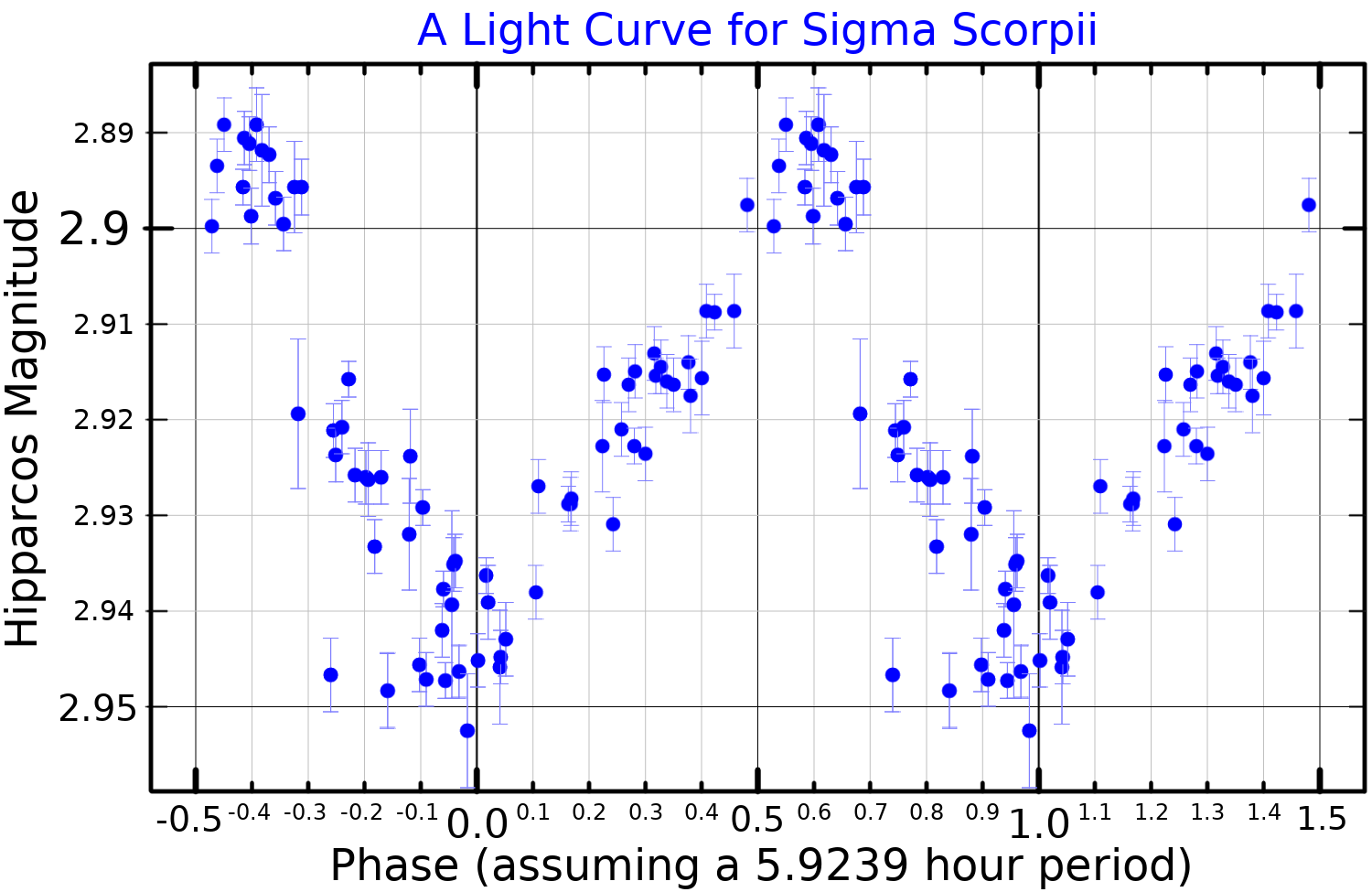
Lichtkromme van Alniyat

Alniyat of Al Niyat (sigma Scorpii) is een heldere ster in het sterrenbeeld Schorpioen (Scorpius). Deze naam wordt ook wel gebruikt voor de ster tau Scorpii die er niet ver vandaag ligt. De naam komt uit het Arabisch en zou "de slagaders van de schorpioen" betekenen.
De ster is een dubbelster bestaande uit vier sterren waarvan twee sterren, namelijk; Sigma Scorpii A (een B type reuzenster) en Sigma Scorpii B (een B type hoofdreeksster) een spectroscopische dubbelster vormen met een omlooptijd van 33,01 dagen.

De rho Ophiuchi clouds door de Wide-field Infrared Survey Explorer. Sigma Scorpii is de ster in de rode nevel rechtsonder. Blauw: 3,4 micron; cyan: 4,6 micron; groen: 12 micron; rood: 22 micron.